# Rodolfo de Lippe-Brake
Rodolfo de Lippe-Brake (10 de mayo de 1664, Castillo de Brake - 27 de octubre de 1707, Castillo de Brake) fue conde de Lippe-Brake.

## Biografía
Rodolfo nació el 10 de mayo de 1664 como hijo mayor de Casimiro de Lippe-Brake y de Ana Amalia de Sayn-Wittgenstein-Homburg (1642-1683). En 1692, asumió el gobierno del condado de Lippe-Brake de manos de su padre. 
El 4 de noviembre de 1691 contrajo matrimonio con Dorotea Isabel de Waldeck (6 de julio de 1661, castillo de Waldeck - 23 de julio de 1702, castillo de Brake), que anteriormente había sido abadesa de Stylet Schaaken.
Rodolfo murió el 27 de octubre de 1707 en castillo de Brake. Su único hijo legítimo, Carlota Amalia, ya había fallecido. Su primo Luis Fernando de Lippe-Brake lo sucedió.

## Hijos
- Carlota Amalia (9 de noviembre de 1692-1703).
- Hija ilegítima con Sophie Müllinghausen.